# Société de saint Paul
La Société saint Paul, en latin Societas a Sancto Paulo Apostolo, est une congrégation religieuse catholique masculine, de droit pontifical, fondée en 1914 à Alba par le bienheureux Giacomo Alberione. Le but est l'évangélisation par la presse, le cinéma et tous les nouveaux moyens de communication. Appelés Paolini, les membres de la congrégation signent avec l'abréviation : S.S.P. 

## Historique

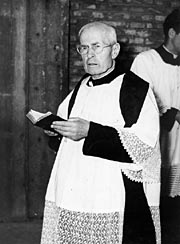
Giacomo Alberione

Le 20 août 1914, Don Giacomo Alberione lance un audacieux projet apostolique : il ouvre près de l'église Santi Cosma et Damiano d'Alba une petite imprimerie de fortune, pour propager le message du Jésus-Christ à un plus large public grâce à la presse. Il est rejoint par plusieurs jeunes hommes, parmi lesquels cinq séminaristes. Encouragé par l'évêque, une véritable maison d'édition est lancée en 1921 à Alba. Déjà dans la nuit du 31 décembre 1900, Giacomo Alberione avait eu l'intuition qu'il était appelé à se servir de tous les moyens de communication de son époque pour la diffusion des évangiles, prenant pour modèle l'apostolat de saint Paul.
En 1919, son plus ancien disciple, Timoteo Giaccardo, est ordonné prêtre. Les nouvelles recrues vont se multiplier et bientôt leur groupe est désigné comme la « Pieuse Société Saint-Paul » par l'évêque d'Alba. En 1922 Don Alberione fonde une branche féminine : les Filles de Saint-Paul, et créera d'autres instituts féminins contemplatifs. Les membres de la Société Saint-Paul sont quant à eux exclusivement des prêtres, destinés à la prédication et à l'apostolat, et de religieux, destinés à la rédaction et à l'édition.
Les « Paolini » créeront la maison d'Édition saint Paul, qui diffusent divers ouvrages chrétiens dans plusieurs langues, se lanceront dans le cinéma, en montant des longs métrages reprenant des épisodes bibliques ou de vie de saints. Ils lancent aussi des revues, comme Famiglia Cristiana, qui sera adaptée en France en 1978 sous le nom de Famille chrétienne.
L'Apostolat des éditions est une maison d'édition catholique française établie à Paris en 1936 et à Sherbrooke en 1947 par la Société Saint-Paul. Le fonds éditorial a été repris par la librairie Saint-Paul, mais l'activité commerciale se poursuit.
L'évêque Giuseppe Francesco Re établira l'institut en congrégation diocésaine le 12 mars 1927. La Société Saint-Paul recevra un décret de louange du Saint-Siège le 10 mai 1941, avant d'être totalement approuvée et élevée au rang d'institut religieux de droit pontifical le 27 juin 1949 par le pape Pie XII.
Mgr Valdir José de Castro, nommé, par le pape François, évêque du diocèse de Campo Limpo (de) au Brésil le 14 septembre 2022, est le premier évêque issu de cette congrégation.

## Activité et diffusion
Les membres de la Société Saint-Paul se dédient à la diffusion du message chrétien grâce aux mass médias : ils gèrent des maisons d'éditions, des centres de production, de distribution, des stations de télévision et de radio, rédigent des ouvrages et des revues et diffusent des vidéos et des disques. Ils se servent aussi des réseaux sociaux tels que facebook, twitter ou encore snapchat.
Ils sont présents en Europe (Italie, France, Irlande, Pologne, Portugal, Royaume-Uni et Espagne), en Amérique (Brésil, Canada, Colombie, Équateur, Mexique, Panama et Venezuela), en Asie (Corée du Sud, Philippines, Japon et Inde) en Afrique (Congo et Nigeria) et en Australie. La maison généralice est située près de la Basilique Santa Maria Regina degli Apostoli alla Montagnola à Rome. 
Au 31 décembre 2008, la société Saint-Paul compte 1 024 religieux  et 553 prêtres.